# Retrato de una dama (Sociedad Hispánica de América)
El Retrato de una dama es una miniatura que forma pendant con el Retrato de un caballero (Sociedad Hispánica de América). Ambas obras conforman la referencia X-205 en el catálogo razonado de obras del Greco, realizado por Harold Wethey, historiador del arte especializado en este artista, formando parte del escaso número de miniaturas que —según algunos autores— se incluyen en el corpus artístico del maestro cretense.

## Análisis de la obra
- Sociedad Hispánica de América; Nueva York.
- Miniatura pintada al óleo sobre cartón;
- Dimensiones: formato ovalado, de 7.9 x 5.7 cm (3 1/8 x 2 1/4 in.);
- Datación: 1586-1590;

Obra del Greco, según Mayer y Aznar. La autenticidad del Retrato de un caballero es aceptada por Elizabeth du Gué Trapier. Esta autora —por el contrario— asigna el Retrato de una dama a la escuela de Pantoja de la Cruz. Wethey duda también de la autoría de Pantoja de la Cruz, y considera que esta pieza y su pendant son obra de la escuela española del siglo XVII.